# Testudinella truncata
Testudinella truncata är en hjuldjursart som först beskrevs av Gosse 1886.  Testudinella truncata ingår i släktet Testudinella och familjen Testudinellidae. Inga underarter finns listade i Catalogue of Life.